# Denzel Washington
Denzel Hayes Washington, Jr. (sinh ngày 28 tháng 12 năm 1954), thường được biết đến với tên Denzel Washington là một diễn viên rất nổi tiếng của điện ảnh Mỹ. Cho đến nay Washington đã có tổng cộng hai tượng vàng Oscar trong số 10 lần đề cử và 3 giải Quả cầu vàng trong 11 lần đề cử. Denzel thường được biết tới với các vai diễn khắc họa các nhân vật có thật như Steve Biko, Malcolm X, Rubin "Hurricane" Carter, Melvin B. Tolson, Frank Lucas. Ông là người Mỹ gốc Phi thứ hai sau Sidney Poitier giành được Giải Oscar cho nam diễn viên chính xuất sắc nhất với vai diễn trong Training Day (2001).

## Tiểu sử
Denzel Washington sinh năm 1954 tại Mt. Vernon, New York. Mẹ Denzel là bà Lennis "Lynne", là một chủ tiệm làm đầu người gốc Georgia nhưng lớn lên ở khu Harlem còn bố của Denzel là ông Reverend Denzel Washington, Sr., một mục sư đồng thời làm việc cho Sở cấp nước và cửa hiệu bách hóa "S. Klein".
Denzel Washington học đại học tại khoa Kịch và Báo chí Đại học Fordham và lấy bằng cử nhân năm 1977. Sau một thời gian phân vân trong việc chọn nghề, Denzel nghe theo lời khuyên của người bạn thử tham gia diễn xuất. Ông đăng ký vào lớp diễn viên của Trung tâm Lincoln (Lincoln Center) và bắt đầu tham gia một số vở kịch của Eugene O'Neill và William Shakespeare. Sau khi tốt nghiệp lớp diễn xuất, Denzel tiếp tục giành được học bổng để theo học trường điện ảnh danh tiếng American Conservatory Theatre ở San Francisco. Sau một năm ở San Francisco, Washington quyết định quay về thành phố New York để bắt đầu nghề diễn viên chuyên nghiệp.

## Sự nghiệp

### Giai đoạn đầu
Bộ phim điện ảnh đầu tiên của Denzel Washington là Carbon Copy (1981) tuy nhiên ông được chú ý nhiều hơn trên lĩnh vực truyền hình với vai diễn trong loạt phim truyền hình nổi tiếng lúc bấy giờ là St. Elsewhere. Denzel là một trong số ít diễn viên xuất hiện trong cả sáu mùa (từ năm 1982 đến năm 1988) công chiếu St. Elsewhere. Sau thành công trên truyền hình, Denzel được đạo diễn Richard Attenborough chọn vào vai nhà đấu tranh chống phân biệt chủng tộc Steve Biko trong bộ phim Cry Freedom (1988). Vai diễn đã mang lại đề cử Giải Oscar vai nam chính đầu tiên cho Denzel và bắt đầu cho truyền thống vào vai các nhân vật có thật trong lịch sử của ông. Hai năm sau Cry Freedom, Denzel có giải Oscar đầu tiên ở hạng mục Vai nam phụ cho vai diễn người lính da đen ngang ngạnh trong Glory (1989).

### Thập niên 1990
Năm 1992 Denzel vào vai lãnh tụ da đen Malcolm X trong bộ phim cùng tên của đạo diễn Spike Lee. Một lần nữa diễn xuất của Denzel được đánh giá cao và ông có đề cử giải Oscar vai nam chính thứ hai, đồng thời đưa Washington lên vị trí ngôi sao hàng đầu của Hollywood. Một năm sau ông tiếp tục thành công với một vai khó khác, vai viên luật sư da đen ghét dân đồng tính luyến ái nhưng lại phải bào chữa cho một người gay bị AIDS (Tom Hanks thủ vai) trong Philadelphia (1993). Sau Philadelphia, Denzel Washington bắt đầu tham gia các bộ phim có tính thương mại cao như The Pelican Brief, Crimson Tide, Much Ado About Nothing và The Preacher's Wife. Năm 1999, Washington quay trở lại với sở trường khắc họa nhân vật lịch sử khi tham gia The Hurricane. Đây là bộ phim nói về cuộc đời sóng gió của võ sĩ quyền Anh nổi tiếng Rubin 'Hurricane' Carter, người phải ngồi tù oan suốt 20 năm vì bị kết tội nhầm là giết người. Denzel tiếp tục chứng tỏ khả năng của mình khi vai diễn được đánh giá cao với một giải Quả cầu vàng và một đề cử Oscar tiếp theo. Vai The Hurricane cũng đem về cho Denzel Washington giải Gấu bạc cho vai nam chính xuất sắc nhất trong Liên hoan phim Berlin năm 2000.

### Thập niên 2000
Năm 2001 cuối cùng Denzel Washington, vốn nổi tiếng với các vai chính diện, cũng giành được giải Oscar vai nam chính cho vai diễn phản diện Alonzo Harris, tay cảnh sát biến chất trong Training Day (2001). Với thành công này, Denzel trở thành người Mỹ gốc Phi thứ hai sau Sidney Poitier giành giải Oscar vai nam chính. Cũng năm này một nữ diễn viên người Mỹ gốc Phi khác đã được trao giải Oscar vai nữ chính, đó là Halle Berry.
Năm 2002, sau vai diễn trong bộ phim thành công về thương mại John Q., Washington đạo diễn bộ phim đầu tay Antwone Fisher. Sau Antwone Fisher, Denzel tham gia một loạt phim hình sự ăn khách như Out of Time, Man on Fire và The Manchurian Candidate. Năm 2006 Denzel Washington tiếp tục vào vai nhân viên công lực trong Inside Man của đạo diễn quen thuộc Spike Lee (đóng chung với Jodie Foster, Clive Owen) và Déjà Vu, cả hai đều là những phim ăn khách và giới phê bình đánh giá cao.
Năm 2007 Denzel tham gia Găngstơ Mỹ (American Gangster) với vai tay trùm ma túy láu cá Frank Lucas tìm cách thoát khỏi sự truy đuổi của viên cảnh sát do Russell Crowe thủ vai. Cũng trong năm này ông đạo diễn và tham gia diễn xuất trong The Great Debaters.

## Đời tư
Năm 1983, Denzel Washington cưới nữ diễn viên Pauletta Pearson, người đóng chung với ông trong bộ phim truyền hình mở đầu sự nghiệp Wilma. Denzel và Pauletta có bốn người con, John David (sinh năm 1984), Katia (sinh năm 1987) và cặp sinh đôi Olivia, Malcolm (sinh năm 1991). Ngày 20 tháng 5 năm 2007, Denzel được trao bằng tiến sĩ danh dự về nhân học tại Morehouse College.
Năm 2006 xảy ra một sự kiện hi hữu với Denzel khi ông cùng hai đạo diễn Oliver Stone và Michael Moore được đưa vào danh sách người mà Lực lượng Vũ trang Cách mạng của Colombia (FARC) muốn thương lượng để đổi lấy tự do cho 3 nhà thầu quân sự Mỹ bị họ bắt giữ từ năm 2003.